# Peyruis
Peyruis (okzitanisch: Peirueis) ist eine französische Gemeinde mit 2.796 Einwohnern (Stand: 1. Januar 2022) im Département Alpes-de-Haute-Provence in der Region Provence-Alpes-Côte d’Azur. Peyruis gehört zum Arrondissement Digne-les-Bains und zum Kanton Château-Arnoux-Saint-Auban. Die Einwohner werden Peyruisiens genannt.

## Geographie
Peyruis liegt am rechten Ufer des Flusses Durance am Südostrand des Massivs Montagne de Lure. Umgeben wird Peyruis von den Nachbargemeinden Mallefougasse-Augès im Norden und Nordwesten, Montfort im Norden und Nordosten, Les Mées im Osten und Südosten, Ganagobie im Süden und Südwesten, Sigonce im Südwesten sowie Montlaux im Westen.
Durch die Gemeinde führen die Autoroute A51 und die frühere Route nationale 96.

## Bevölkerungsentwicklung
| Jahr      | 1962 | 1968 | 1975 | 1982 | 1990 | 1999 | 2006 | 2018 |
| Einwohner | 1343 | 1604 | 1627 | 1699 | 2036 | 2217 | 2438 | 2824 |

## Sehenswürdigkeiten
- Burgruinen aus dem 12. Jahrhundert
- Altes Judenviertel
- Kirche Saint-Roch aus dem 11. Jahrhundert

Kapelle Saint-Nicolas

- Kapelle Saint-Nicolas